# Teinogenys demarzi
Teinogenys demarzi är en skalbaggsart som beskrevs av S. Endrödi 1971. Teinogenys demarzi ingår i släktet Teinogenys och familjen Dynastidae. Inga underarter finns listade i Catalogue of Life.